# Ярова Богдана Едуардівна
Богдана Едуардівна Ярова (відома як Дана Ярова, 18 лютого 1978, Буча, Київська область) — громадський діяч, волонтер, член Громадської антикорупційної ради при Міністерстві оборони України, радник заступника Міністра оборони, екс-радник першого заступника Міністра оборони України (з лютого 2025), колишній радник Міністра оборони України, голова ГО «Мрія дітей України».

## Біографія
Богдана Ярова закінчила Університет державної фіскальної служби України (1995—2000), спеціалізація «Банківське право», диплом з відзнакою. В 2002—2005 в тому ж університеті здобула другу вищу освіту, спеціалізація «Державні фінанси».
Працювала провідним юрисконсультом філії «Жовтневе відділення Промінвестбанк в м. Києві» (2001—2003), головним спеціалістом адміністративно-юридичного відділу АТ "АКБ «Контракт» (2003—2004), начальником юридичного відділу ТОВ «КУА» — Адміністратор пенсійних фондів «Укрсоц-Капітал» (2004—2007), заступником генерального директора ТОВ "КУА «Конкорд Ессет Менеджмент» (2007—2008), генеральним директором ТОВ "КУА «Редікс Ессет Менеджмент» (2008—2009), заступником директора з правових питань ТОВ «Таргет-Трейд» (2010—2011).
Власне виробництво дитячого одягу ТМ «Даная» заснувала 2010 року, в 2012—2016 працювала директором ТОВ «Даная-Україна», від 2016 директором ТОВ «Веселки України», а від 2021 — директором ТОВ «Дтрейд».

## Громадська діяльність
У 2015—2017 рр. — радник Міністра оборони України.
У 2022 р. — разом із «Тайрою» (Юлією Паєвською) заснували благодійний фонд "Українська Фундація «Мрія».
У 2023 р. — заснувала також Громадську організацію «Мрія дітей України», яка опікується понад 6 тис. дітей загиблих, полонених і зниклих безвісти військових.
У березні 2023 — обрано до складу Громадської антикорупційної ради при Міноборони. За результатами всеукраїнського голосування набрала найбільшу кількість голосів серед усіх претендентів.
Від громадськості входила до складу Департаменту державних закупівель як членкиня колегіального органу з питань тилового забезпечення Міноборони.
За ініціативи Ярової уперше з моменту повномасштабного вторгнення вдалось вивести закупівлі Міноборони на Prozorro, після низки гучних скандалів з закупівлями.
9 січня 2024 року Богдану Ярову призначено радницею (на громадських засадах) заступника Міністра оборони України Дмитра Кліменкова.
У листопаді 2014 року журнал «Фокус» оприлюднив свій щорічний рейтинг «100 найвпливовіших жінок України». Перше місце посів збірний образ Жінок миру, які борються за свободу України, серед них — Тетяна Ричкова, Олена Сонцеслава, Анастасія Береза, правозахисниця Олександра Дворецька, волонтерка Дана Ярова.
У березні 2016 року журнал «NV» включив Дану Ярову до рейтингу «ТОП-100 найуспішніших жінок», проєкту про українок, які досягли висот в бізнесі, політиці, громадському житті та інших сферах життя країни
У 2015—2016 р. Дана Ярова перебувала у складі «Волонтерського Десанту» при Міністерстві оборони України, який було створено для реформування армії. Було запушено окремий підрозділ новітніх розробок ЗСУ, який працює дотепер. Крім того, здійснено медичну реформу — від евакуації та першої домедичної допомоги до опорних лікарень. Доведено до стандартів НАТО та повністю замінено речове забезпечення армії. Проведено реформу з харчування в ЗСУ. Було здійснено реформу всього тилового забезпечення української армії
У березні 2023 Дану Ярову обрано до складу Громадської антикорупційної ради при Міноборони. За результатами всеукраїнського голосування набрала найбільшу кількість голосів серед усіх претендентів
4 мільярди 600 мільйонів гривень заощадили державі тільки на харчових закупівлях, завдяки торгам, проведеним через систему Prozorro. 106 мільйонів гривень заощадили державі чесні та прозорі торги по питній воді. Заощаджені 4 мільярди 600 мільйонів гривень на харчуванні — це фактично 100 % покриття речового забезпечення фронту на рік. Своєчасно стартували торги по зимовій формі. І вперше з моменту повномасштабного вторгнення ЗСУ ввійдуть в зиму з вчасно відшитою зимовою формою
У серпні 2024 року презентувала свою першу книгу «Герої України», присвячену Героям, які у час війни продемонстрували надлюдські мужність, відвагу, сміливість, гуманність, милосердя та доброту
В лютому 2025 року призначена радником першого заступника Міністра оборони України.

## Нагороди
- Орден княгині Ольги ІІІ ст. (4 грудня 2014) — за визначні заслуги в державній, виробничій, громадській, науковій, освітянській, культурній, благодійницькій та інших сферах суспільної діяльності, вихованні дітей у сім'ї[20].